# Oxyloma pinteri
Oxyloma pinteri is een slakkensoort uit de familie van de Succineidae. De wetenschappelijke naam van de soort is voor het eerst geldig gepubliceerd in 1987 door Grossu.